# Korsö, Borgå
Korsö är en ö i Finland. Den ligger i Finska viken och i kommunen Borgå i den ekonomiska regionen  Borgå i landskapet Nyland, i den södra delen av landet. Ön ligger omkring 51 kilometer öster om Helsingfors.
Öns area är 0,97 kvadratkilometer och dess största längd är 2,1 kilometer i nord-sydlig riktning. Ön höjer sig omkring 30 meter över havsytan.